# Campeonato Mundial Femenino de fútbol sala 2012
El Campeonato Mundial Femenino de fútbol sala de 2012 se disputó en Oliveira de Azeméis (Portugal) entre el 3 y el 9 de diciembre, fue la tercera edición de este torneo celebrado bajo las reglas FIFA de fútbol sala, pero sin organización de la FIFA.

## Equipos participantes
| Brasil     | España | Japón   | Portugal | Ucrania   |
| Costa Rica | Irán   | Malasia | Rusia    | Venezuela |

## Fase de grupos

### Grupo A
| Equipo    | Pts | PJ | PG | PE | PP | GF | GC | Dif |
| --------- | --- | -- | -- | -- | -- | -- | -- | --- |
| Brasil    | 12  | 4  | 4  | 0  | 0  | 30 | 3  | 27  |
| Portugal  | 9   | 4  | 3  | 0  | 1  | 20 | 6  | 14  |
| Japón     | 6   | 4  | 2  | 0  | 2  | 7  | 14 | -7  |
| Irán      | 3   | 4  | 1  | 0  | 3  | 5  | 12 | -7  |
| Venezuela | 0   | 4  | 0  | 0  | 4  | 5  | 32 | -27 |

| 3 de diciembre de 2012 | Irán                      | 2:1 (2:1) | Venezuela   | Pavilhão Dr. Salvador Machado, Oliveira de Azeméis                             |                                                                                |
|                        | Leila 18' · Fereshteh 19' | Reporte   | 20' Nasimeh | Asistencia: 500 espectadores Árbitro(s): Francisco Miguel Peña Raquel González | Asistencia: 500 espectadores Árbitro(s): Francisco Miguel Peña Raquel González |

| 3 de diciembre de 2012 | Portugal                                                                          | 5:1 (4:0) | Japón                    | Pavilhão Dr. Salvador Machado, Oliveira de Azeméis                          |                                                                             |
|                        | Ana Azevedo 4' · Sofía Vieira 12' · Mélissa 15' · María Martins 17' · Mélissa 38' | Reporte   | 36' Chikage Kichibayashi | Asistencia: 2.000 espectadores Árbitro(s): Oleg Ivanov Samsudin Bin Ibrahim | Asistencia: 2.000 espectadores Árbitro(s): Oleg Ivanov Samsudin Bin Ibrahim |

- Equipo libre:  Brasil.

| 4 de diciembre de 2012 | Brasil                                                                              | 6:1 (4:0) | Irán        | Pavilhão Dr. Salvador Machado, Oliveira de Azeméis                        |                                                                           |
|                        | Valeria 6' · Gabriela 8' · Renata 15' · Lucileia 20' · Vanessa 32' · Ju Delgado 33' | Reporte   | 24' Fatemeh | Asistencia: 600 espectadores Árbitro(s): Raquel González Irina Velikanova | Asistencia: 600 espectadores Árbitro(s): Raquel González Irina Velikanova |

| 4 de diciembre de 2012 | Portugal | 10:1 (5:0) | Venezuela | Pavilhão Dr. Salvador Machado, Oliveira de Azeméis |                                                   |
|                        | Sofía Vieira 1' · María Martins 6' 29' 39' · Rita Martins 11' · Juliana Sousa 16' 28' · Ana Azevedo 16' 36' 38' · Sara Fatia 38' | Reporte    | 37' Nayre | Árbitro(s): Samsudin Bin Ibrahim Jeisson Peñazola  | Árbitro(s): Samsudin Bin Ibrahim Jeisson Peñazola |

- Equipo libre:  Japón.

| 5 de diciembre de 2012 | Japón                                                      | 4:3 (2:0) | Venezuela                   | Pavilhão Dr. Salvador Machado, Oliveira de Azeméis                         |                                                                            |
|                        | Shibahara 9' · Kichibayashi 10' · Ashikaga 33' · Koide 37' | Reporte   | 22' Yoneira · 25' 37' Silva | Asistencia: 400 espectadores Árbitro(s): Irina Velinakova Jeisson Peñaloza | Asistencia: 400 espectadores Árbitro(s): Irina Velinakova Jeisson Peñaloza |

| 5 de diciembre de 2012 | Brasil                                      | 3:2 (1:1) | Portugal                      | Pavilhão Dr. Salvador Machado, Oliveira de Azeméis                           |                                                                              |
|                        | Lucileia 17' · Marcela 28' · Ju Delgado 34' | Reporte   | 3' Mélissa · 40' Rita Martins | Asistencia: 2.500 espectadores Árbitro(s): Oleg Ivanov Francisco Miguel Peña | Asistencia: 2.500 espectadores Árbitro(s): Oleg Ivanov Francisco Miguel Peña |

- Equipo libre:  Irán.

| 6 de diciembre de 2012 | Brasil | 16:0 (6:0) | Venezuela | Pavilhão Dr. Salvador Machado, Oliveira de Azeméis                        |                                                                           |
|                        | Vanessa 3' 21' 32' · Gabriela 6' 27' · Renata 9' 38' · Diana 10' 29' · Lucileia 15' 23' · Ju Delgado 20' · Marcela 23' 33' · Tatiane 35' · Ariane 40' | Reporte    |           | Asistencia: 480 espectadores Árbitro(s): Raquel González Irina Velikanova | Asistencia: 480 espectadores Árbitro(s): Raquel González Irina Velikanova |

| 6 de diciembre de 2012 | Japón                    | 2:1 (2:0) | Irán         | Pavilhão Dr. Salvador Machado, Oliveira de Azeméis |                                                    |
|                        | Farzaneh 2' · Minako 19' | Reporte   | 29' Niloofar | Árbitro(s): Jeisson Peñaloza Francisco Miguel Peña | Árbitro(s): Jeisson Peñaloza Francisco Miguel Peña |

- Equipo libre:  Portugal.

| 7 de diciembre de 2012 | Portugal                                                   | 3:1 (2:1) | Irán        | Pavilhão Dr. Salvador Machado, Oliveira de Azeméis |                                              |
|                        | María Martins 18' · Daniela Ferreira 20' · Ana Azevedo 29' | Reporte   | 17' Seyedeh | Árbitro(s): Irina Velikanova Raquel González       | Árbitro(s): Irina Velikanova Raquel González |

| 7 de diciembre de 2012 | Brasil                                                   | 5:0 (3:0) | Japón | Pavilhão Municipal de Oliveira de Azeméis, Oliveira de Azeméis |                                        |
|                        | Lucileia 3' 12' · Tatiane 14' · Valeria 30' · Renata 39' | Reporte   |       | Árbitro(s): Francisco Peña Oleg Ivanov                         | Árbitro(s): Francisco Peña Oleg Ivanov |

- Equipo libre:  Venezuela.

### Grupo B
| Equipo     | Pts | PJ | PG | PE | PP | GF | GC | Dif |
| ---------- | --- | -- | -- | -- | -- | -- | -- | --- |
| España     | 12  | 4  | 4  | 0  | 0  | 20 | 0  | 20  |
| Rusia      | 9   | 4  | 3  | 0  | 1  | 18 | 5  | 13  |
| Ucrania    | 6   | 4  | 2  | 0  | 2  | 19 | 5  | 14  |
| Costa Rica | 3   | 4  | 1  | 0  | 3  | 10 | 11 | -1  |
| Malasia    | 0   | 4  | 0  | 0  | 4  | 2  | 48 | -46 |

| 3 de diciembre de 2012 | Rusia | 11:1 (6:0) | Malasia                  | Pavilhão Dr. Salvador Machado, Oliveira de Azeméis                     |                                                                        |
|                        | Korzhova 6' · Afanasova 8' 25' 31' · Deripasko 18' 29' · Kuznetcova 16' · Kuleshova 17' 35' · Filisova 22' | Reporte    | 30' Nur Shazreen Munazli | Asistencia: 400 espectadores Árbitro(s): Sérgio Magalhâes Nuno Bogalho | Asistencia: 400 espectadores Árbitro(s): Sérgio Magalhâes Nuno Bogalho |

| 3 de diciembre de 2012 | Ucrania        | 2:0 (1:0) | Costa Rica | Pavilhão Dr. Salvador Machado, Oliveira de Azeméis                  |                                                                     |
|                        | Titova 12' 23' | Reporte   |            | Asistencia: 428 espectadores Árbitro(s): Manuel Benítez Mário Silva | Asistencia: 428 espectadores Árbitro(s): Manuel Benítez Mário Silva |

- Equipo libre:  España.

| 4 de diciembre de 2012 | España                       | 2:0 (1:0) | Ucrania | Pavilhão Dr. Salvador Machado, Oliveira de Azeméis                     |                                                                        |
|                        | Anita Luján 16' · Txitxo 32' | Reporte   |         | Asistencia: 500 espectadores Árbitro(s): Mário Silva Yasukazu Nobumoto | Asistencia: 500 espectadores Árbitro(s): Mário Silva Yasukazu Nobumoto |

| 4 de diciembre de 2012 | Rusia                                            | 4:1 (0:0) | Costa Rica | Pavilhão Dr. Salvador Machado, Oliveira de Azeméis                              |                                                                                 |
|                        | Korzhova 21' · Kuznetcova 25' 33' · Filisova 33' | Reporte   | Arias 40'  | Asistencia: 600 espectadores Árbitro(s): Katucia Dos Santos Maryam Pourjafarian | Asistencia: 600 espectadores Árbitro(s): Katucia Dos Santos Maryam Pourjafarian |

- Equipo libre:  Malasia.

| 5 de diciembre de 2012 | Malasia     | 1:9 (0:2) | Costa Rica                                                                               | Pavilhão Dr. Salvador Machado, Oliveira de Azeméis                            |                                                                               |
|                        | Ridzuan 39' | Reporte   | 6' 27' Zamora · 13' 23' 25' Vargas · 28' Duarte · 34' Obregón · 36' Rojas · 37' Mendonza | Asistencia: 800 espectadores Árbitro(s): Yasukazu Nobumoto Katucia dos Santos | Asistencia: 800 espectadores Árbitro(s): Yasukazu Nobumoto Katucia dos Santos |

| 5 de diciembre de 2012 | España                         | 3:0 (1:0) | Rusia | Pavilhão Dr. Salvador Machado, Oliveira de Azeméis                   |                                                                      |
|                        | Leti 7' · Peque 32' · Ampi 39' | Reporte   |       | Asistencia: 500 espectadores Árbitro(s): Nuno Bogalho Manuel Benítez | Asistencia: 500 espectadores Árbitro(s): Nuno Bogalho Manuel Benítez |

- Equipo libre:  Ucrania.

| 6 de diciembre de 2012 | España                                              | 4:0 (1:0) | Costa Rica | Pavilhão Dr. Salvador Machado, Oliveira de Azeméis                            |                                                                               |
|                        | Natalia 16' · Pitu 23' · Leti 26' · Anita Luján 28' | Reporte   |            | Asistencia: 500 espectadores Árbitro(s): Maryam Pourjafarian Sérgio Magalhães | Asistencia: 500 espectadores Árbitro(s): Maryam Pourjafarian Sérgio Magalhães |

| 6 de diciembre de 2012 | Malasia | 0:17 (0:9) | Ucrania | Pavilhão Dr. Salvador Machado, Oliveira de Azeméis                            |                                                                               |
|                        |         | Reporte    | 1' Titova · 6' 26' Malyshko · 7' Pavlenko · 9' 18' 21' 35' Shulha · 11' Sheremet · 13' 27' 29' Shyroka · 16' 40' Ignatenko · 38' Prokopenko | Asistencia: 300 espectadores Árbitro(s): Yasukazu Nobumoto Katucia dos Santos | Asistencia: 300 espectadores Árbitro(s): Yasukazu Nobumoto Katucia dos Santos |

- Equipo libre:  Rusia.

| 7 de diciembre de 2012 | Rusia                            | 3:0 (0:0) | Ucrania | Pavilhão Dr. Salvador Machado, Oliveira de Azeméis |                                             |
|                        | Afanasova 23' 36' · Kruglova 29' | Reporte   |         | Árbitro(s): Maryam Pourjafarian Mário Silva        | Árbitro(s): Maryam Pourjafarian Mário Silva |

| 7 de diciembre de 2012 | España | 11:0 (4:0) | Malasia | Pavilhão Municipal de Oliveira de Azeméis, Oliveira de Azeméis       |                                                                      |
|                        | Claudia Pons 1' 30' · Natalia 2' 8' 37' · Pitu 19' · Isa García 25' · Patri Chamorro 28' 38' · Peque 31' · Anita Luján 31' | Reporte    |         | Asistencia: 300 espectadores Árbitro(s): Manuel Benítez Nuno Bogalho | Asistencia: 300 espectadores Árbitro(s): Manuel Benítez Nuno Bogalho |

- Equipo libre:  Costa Rica.

## Fase final

### Cuadro general
|  | Semifinales            | Semifinales            |   |                     | Final                  | Final                  |  |
|  | 8 de diciembre de 2012 | 8 de diciembre de 2012 |   |                     | 9 de diciembre de 2012 | 9 de diciembre de 2012 |  |
|  |                        |                        |   |                     |                        |                        |  |
|  | Oliveira de Azeméis    |                        |   |                     |                        |                        |  |
|  | Brasil                 | 1                      |   |                     |                        |                        |  |
|  | Rusia                  | 0                      |   |                     |                        |                        |  |
|  |                        |                        |   |                     |                        |                        |  |
|  |                        |                        |   |                     | Oliveira de Azeméis    |                        |  |
|  |                        |                        |   |                     | Brasil                 | 3                      |  |
|  |                        | Portugal               | 0 |                     |                        |                        |  |
|  |                        |                        |   |                     |                        |                        |  |
|  |                        |                        |   |                     |                        |                        |  |
|  |                        |                        |   |                     | Tercer lugar           |                        |  |
|  | Oliveira de Azeméis    | Oliveira de Azeméis    |   | Oliveira de Azeméis | Oliveira de Azeméis    |                        |  |
|  | España                 | 0 (1)                  |   | Rusia               | 0                      |                        |  |
|  | Portugal (p.)          | 0 (3)                  |   |                     | España                 | 1                      |  |

|  | Quinto puesto play-off |   |
|  |                        |   |
|  | 30 de marzo            |   |
|  |                        |   |
|  | Japón                  | 0 |
|  | Japón                  | 0 |
|  | Ucrania                | 4 |
|  | Ucrania                | 4 |

|  | Séptimo puesto play-off |   |
|  |                         |   |
|  | 29 de marzo             |   |
|  |                         |   |
|  | Irán                    | 4 |
|  | Irán                    | 4 |
|  | Tailandia               | 3 |
|  | Tailandia               | 3 |

|  | Noveno puesto play-off |   |
|  |                        |   |
|  | 29 de marzo            |   |
|  |                        |   |
|  | Venezuela              | 8 |
|  | Venezuela              | 8 |
|  | Malasia                | 1 |
|  | Malasia                | 1 |

### Noveno y décimo lugar
| 8 de diciembre de 2012 | Venezuela                                                | 8:1 (2:1) | Malasia   | Pavilhão Dr. Salvador Machado, Oliveira de Azeméis                     |                                                                        |
|                        | González 18' 37' 40' · Conde 19' 22' · Silva 22' 26' 39' | Reporte   | 17' Conde | Asistencia: 220 espectadores Árbitro(s): Mário Lobo Silva Nuno Bogalho | Asistencia: 220 espectadores Árbitro(s): Mário Lobo Silva Nuno Bogalho |

### Séptimo y octavo lugar
| 8 de diciembre de 2012 | Irán                                                     | 4:3 (4:1) | Costa Rica                                 | Pavilhão Dr. Salvador Machado, Oliveira de Azeméis                              |                                                                                 |
|                        | Etedadi 3' · Moghimidarzi 5' · Niloofar 9' · Etedadi 20' | Reporte   | 4' Zarrinrad · 27' Badilla · 38' Guerreiro | Asistencia: 400 espectadores Árbitro(s): Sérgio Magalhães Francisco Miguel Peña | Asistencia: 400 espectadores Árbitro(s): Sérgio Magalhães Francisco Miguel Peña |

### Quinto y sexto lugar
| 9 de diciembre de 2012 | Japón | 0:4 (0:1) | Ucrania                                                  | Pavilhão Dr. Salvador Machado, Oliveira de Azeméis                      |                                                                         |
|                        |       | Reporte   | 18' Gorobets · 33' Shyroka · 34' Malyshko · 35' Pavlenko | Asistencia: 500 espectadores Árbitro(s): Nuno Boagalho Sérgio Magalhães | Asistencia: 500 espectadores Árbitro(s): Nuno Boagalho Sérgio Magalhães |

### Semifinales
| 8 de diciembre de 2012 | España | 0:0 (t. s.)(0:0 t. s.)(1:3 p.) | Portugal | Pavilhão Dr. Salvador Machado, Oliveira de Azeméis                       |                                                                          |
|                        |        | Reporte                        |          | Asistencia: 2.500 espectadores Árbitro(s): Oleg Ivanov Yasukazu Nobumoto | Asistencia: 2.500 espectadores Árbitro(s): Oleg Ivanov Yasukazu Nobumoto |

| 8 de diciembre de 2012 | Brasil      | 1:0 (0:0) | Rusia | Pavilhão Dr. Salvador Machado, Oliveira de Azeméis                           |                                                                              |
|                        | Vanessa 24' | Reporte   |       | Asistencia: 1.500 espectadores Árbitro(s): Manuel Benítez Samsum Bin Ibrahim | Asistencia: 1.500 espectadores Árbitro(s): Manuel Benítez Samsum Bin Ibrahim |

### Tercer y cuarto lugar
| 9 de diciembre de 2012 | Rusia | 0:1 (0:1) | España   | Pavilhão Dr. Salvador Machado, Oliveira de Azeméis                                |                                                                                   |
|                        |       | Reporte   | 18' Ampi | Asistencia: 1.500 espectadores Árbitro(s): Katucia dos Santos Maryam Pourjafarian | Asistencia: 1.500 espectadores Árbitro(s): Katucia dos Santos Maryam Pourjafarian |

### Final
| 9 de diciembre de 2012 | Brasil                                 | 3:0 (2:0) | Portugal | Pavilhão Dr. Salvador Machado, Oliveira de Azeméis                          |                                                                             |
|                        | Cilene 11' · Vanessa 16' · Marcela 26' | Reporte   |          | Asistencia: 2.500 espectadores Árbitro(s): Irina Velinakova Raquel González | Asistencia: 2.500 espectadores Árbitro(s): Irina Velinakova Raquel González |

|                             |
| Bandera de Brasil           |
| Campeona Brasil 3.er Título |

## Tabla general
| Pos. | Equipo     | Pts | J | G | E | P | GF | GC | Dif. | Rend. |
| ---- | ---------- | --- | - | - | - | - | -- | -- | ---- | ----- |
| 1    | Brasil     | 18  | 6 | 6 | 0 | 0 | 34 | 3  | 31   | 100%  |
| 2    | Portugal   | 10  | 6 | 3 | 1 | 2 | 20 | 9  | 11   | 62,5% |
| 3    | España     | 16  | 6 | 5 | 1 | 0 | 21 | 0  | 21   | 88,9% |
| 4    | Rusia      | 9   | 6 | 3 | 0 | 3 | 18 | 7  | 11   | 50%   |
| 5    | Ucrania    | 9   | 5 | 3 | 0 | 2 | 23 | 5  | 18   | 60%   |
| 6    | Japón      | 6   | 5 | 2 | 0 | 3 | 7  | 18 | -11  | 40%   |
| 7    | Irán       | 6   | 5 | 2 | 0 | 3 | 9  | 15 | -6   | 40%   |
| 8    | Costa Rica | 3   | 5 | 1 | 0 | 4 | 13 | 15 | -2   | 20%   |
| 9    | Venezuela  | 3   | 5 | 1 | 0 | 4 | 13 | 33 | -20  | 20%   |
| 10   | Malasia    | 0   | 5 | 0 | 0 | 5 | 3  | 56 | -53  | 0%    |